# Yeiski
Yeiski (del ruso: Ейский) es un jútor del raión de Starominskaya del krai de Krasnodar, en Rusia. Está situado en la orilla derecha del río Yeya, junto a la frontera septentrional del krai, más allá de cual se halla el óblast de Rostov, 16 km al nordeste de Staromínskaya y 172 km al norte de Krasnodar, la capital del krai. Tenía 193 habitantes en 2010.
Pertenece al municipio Kanelovskoye.